# Pammal
Pammal là một thị xã của quận Kancheepuram thuộc bang Tamil Nadu, Ấn Độ.

## Nhân khẩu
Theo điều tra dân số năm 2001 của Ấn Độ, Pammal có dân số 49.744 người. Phái nam chiếm 51% tổng số dân và phái nữ chiếm 49%. Pammal có tỷ lệ 81% biết đọc biết viết, cao hơn tỷ lệ trung bình toàn quốc là 59,5%: tỷ lệ cho phái nam là 85%, và tỷ lệ cho phái nữ là 77%. Tại Pammal, 10% dân số nhỏ hơn 6 tuổi.